# Black Diamond (Washington)
Black Diamond je grad u američkoj saveznoj državi Washington. Prema popisu stanovništva iz 2010. u njemu je živjelo 4.151 stanovnika.